# Strujići (Republika Serbska)
Strujići (cyr. Струјићи) – wieś w Bośni i Hercegowinie, w Republice Serbskiej, w mieście Trebinje. W 2013 roku liczyła 13 mieszkańców.